# Río Leán
El río Leán es un río que desemboca en la costa Caribe del norte de Honduras, un poco al este de Tela en el Departamento de Atlántida.